# Ставкирка в Хеддале
Ставкирка в Хеддале (норв. Heddal stavkirke) — самая большая из сохранившихся каркасных церквей. Год постройки в точности неизвестен, но в любом случае церковь была построена в начале XIII века. В церкви сохранилась руническая надпись, сообщающая, что в 1242 году церковь была освящена во имя девы Марии. При строительстве использовалась высококачественная древесина, так что сейчас здание церкви всё ещё содержат около трети древесины, использованной при строительстве в XIII веке. Снаружи церковь покрыта дёгтем, дёготь регулярно обновляется. Для обновления дёгтя на крыше задействуются промышленные альпинисты.
Церковь многократно перестраивалась и реконструировалась. Последняя крупная реконструкция проводилась в 1952—1954 годах, когда церкви вернули облик, максимально близкий к первоначальному.
Интерьер также многократно изменялся. Алтарь был выполнен в 1667 году неизвестным художником, настенные росписи — в 1668 году, частично открыты настенные росписи 1300 года.

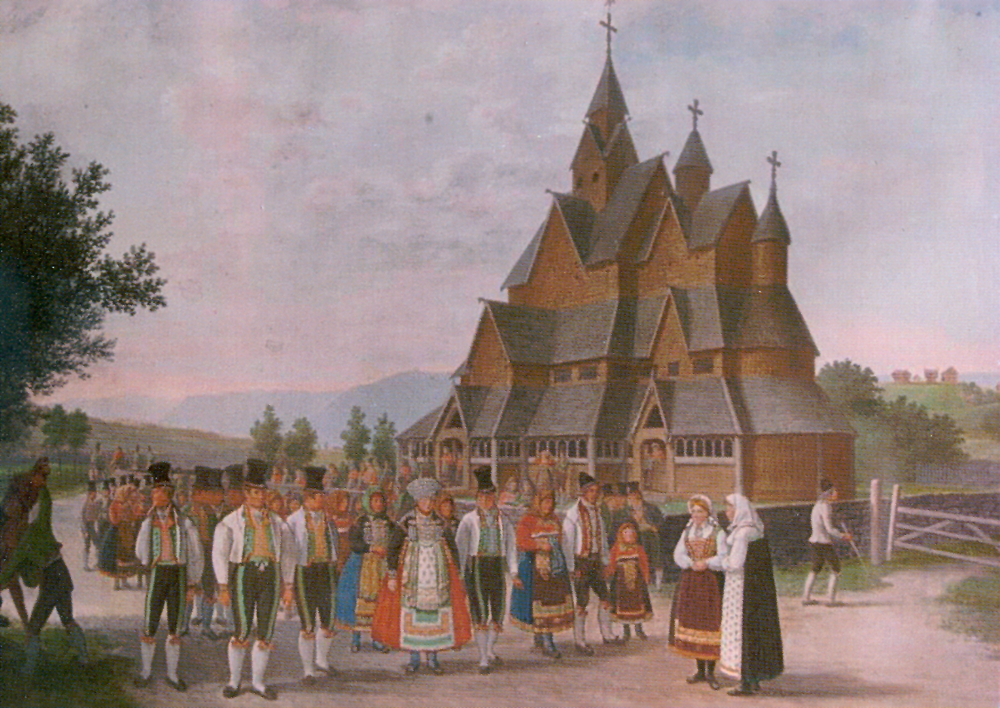
Йоханнес Флинто. Ставкирка в Хеддале (1828)

До 1537 года церковь была католической, в настоящее время лютеранская. Богослужения совершаются в летние месяцы раз в неделю, по воскресеньям, а для доступа посетителей церковь открыта  с мая до сентября. До 1850 года на церкви висели колокола, затем они были перемещены на специально построенную колокольню. Самый старый из сохранившихся колоколов был изготовлен в Амстердаме в 1647 году.